# Dani Vieira
Pour les articles homonymes, voir Vieira da Silva, Vieira et Silva.
Daniela Vieira da Silva est une ancienne joueuse brésilienne de volley-ball née le 2 juillet 1980. Elle mesure 1,83 m et jouait au poste de centrale. Elle a totalisé 21 sélections en équipe du Brésil. 

## Clubs
| Club                       | De        | À         |
| -------------------------- | --------- | --------- |
| EC Pinheiros               | 1997-1998 | 1999-2000 |
| Forca Olímpica             | 2000-2001 | 2000-2001 |
| Macaé Sports               | 2001-2002 | 2001-2002 |
| Grêmio de Vôlei Osasco     | 2002-2003 | 2004-2005 |
| Rio de Janeiro Volêi Clube | 2005-2006 | 2006-2007 |
| Club Voleibol Tenerife     | 2007-2008 | 2008-2009 |
| Volei Futuro               | 2009-2010 | 2009-2010 |
| Grêmio de Vôlei Osasco     | 2010-2011 | 2010-2011 |
| Hainaut Volley             | 2011-2012 | 2012-2013 |
| São Bernardo               | 2013-2014 | 2013-2014 |

## Palmarès

### Équipe nationale
- Championnat du monde des moins de 18 ans
  - Vainqueur : 1997.
- Championnat d'Amérique du Sud  des moins de 20 ans
  - Vainqueur : 1998.
- Championnat du monde des moins de 20 ans
  - Finaliste : 1999.

### Clubs
- Championnat du Brésil
  - Vainqueur : 2003, 2004, 2005, 2007.
- Supercoupe d'Espagne
  - Vainqueur : 2008.
  - Finaliste : 2007.
- Championnat sud-américain des clubs
  - Vainqueur : 2010.